# No Security
För albumet av The Rolling Stones, se No Security (musikalbum)
No Security var ett svenskt kängpunk-band från Eskilstuna, som bildades 1985 ur resterna av punkbandet Svin-Lars.
Bandet betraktas allmänt som ett av de klassiska kängpunkbanden i Sverige. Gruppens mest kända medlem är Harri Mänty som senare i många år var medlem i Kent. I punkkretsar är den före detta Sika Äpärä-redaktören Jallo Lehto också välkänd. Senare arbetade han på Burning Heart Records och spelade gitarr i bandet Krigshot tillsammans med folk från Nasum och Totalitär. 
Tommy Smedberg spelade gitarr i den klassiska sättningen, tillsammans med Jari Lehto, Harri Mänty och Robert Eriksson. Smedberg medverkade på alla inspelningar fram till och med split-LP:n med Doom. När Smedberg valde att lämna bandet, ersattes han med Mattias Kennhed som då spelade i olika lokala death-metal-band. Kennhed medverkade i de båda inspelningarna/versionerna av split-LP:n med Valvontakomissio (nyinspelningar av gamla låtar) samt split singeln med Crocodile skink. Johan Liljegren spelade komp-gitarr en kortare stund i en tidig upplaga av bandet, liksom Roger Pettersson (Roger medverkade i split-LP:n med Doom). När Smedberg slutade tappade bandet luften. Medlemmarna började intressera sig mer för sina andra band. Jari Lehto, Mattias Kennhed och Mika Karppinen (H.I.M) startade bandet Dischange. Harri Mänty började spela i Eskilstuna bandet No Funktion och sedan i Kent. 
Skivan "When the Gist Is Sucked from the Fruit of Welfare" från 1993 (släppt på det tyska skivbolaget Lost & Found) samlar delar av gruppens material.

## Medlemmar
- Harri Mänty - sång (gitarrist i Kent 1996–2006)
- Jari "Jallo" Lehto - trummor (idag i Krigshot och Meanwhile m.fl.)
- Robert "Finn-Robban" Eriksson - bas
- Mattias "Kenko" Kennhed- gitarr (idag i Imperial Leather och Meanwhile m.fl)
- Tommy "Smebbe" Smedberg - gitarr
- Roger "Torro" Pettersson - gitarr
- Johan Liljegren - gitarr (idag i Baditudes, tidigare i TT Task och SLY)
- Mikael  "Rappen" Johnsson - kontaktperson + övrigt

## Diskografi
- 1988 - 40-talisterna 7" EP
- 1988 - split 7" med Cruel Maniax
- 1988 - Medverkan på samlingsskivan Really Fast vol. 4
- 1989 - split LP med Doom
- 1990 - split LP med Valvontakomissio (två olika inspelningar med No Security existerar. Första inspelningen (Balsta studio) släpptes i 15 ex. (Indian på omslaget). Andra inspelningen (studio underground) blev den officiella split-LP:n (dödskalle-atombomb). Första inspelningen har ett par låtar som ej är med på andra inspelningen t.ex. Är det frihet? samt en cover på Totalitär's Ynkryggar)
- 1990 - split 7" med Crocodile Skink
- 1990 - Hycklarfolket 7" EP (MB, 1990) - som är en nyutgåva av debutsingeln "40-talisterna"
- 1993 - When the gist is sucked from the fruit of welfare, the ugly faces of truth show (samlingsskiva)

Bandet har även gett ut flera demos, 4 stycken och två liveupptagningar dels ifrån Club Dolores 1987 och sedan på Ultrahuset 1987.